# استاری کیزیل-یار
استاری کیزیل-یار (انگلیسی: Stary Kyzyl-Yar) یک شهرک در شهرستان تاتیشلینسکی استان باشقیرستان کشور روسیه است.